# Edad de oro del hip hop

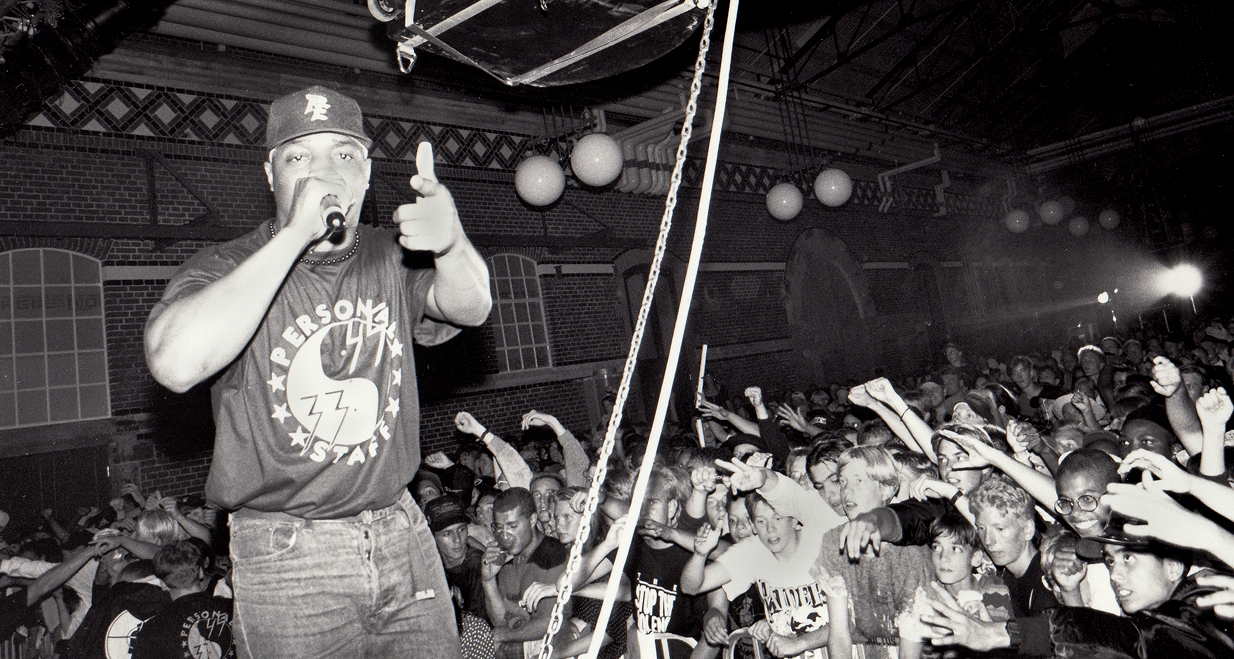
Chuck D. Slakthuset en Malmö, 1991.

La "edad de oro" del hip hop o la Edad de Oro del Rap (en inglés "hip hop golden age" o simplemente "golden era") es el nombre dado a un período en la historia del hip hop, que suele considerarse comprendido entre mediados de la década de los 80's y toda la década de los 90's, y que se caracterizó por su diversidad, calidad, innovación e influencia. Era poderosa la temática afrocéntrica y de militancia política, al tiempo que la música era experimental y el sampling ecléctico. Los artistas que con más frecuencia se asocian a este período son Tupac Shakur, The Notorious B.I.G., Public Enemy, Boogie Down Productions, Eric B. & Rakim, Beastie Boys, Big Daddy Kane, De La Soul, A Tribe Called Quest y Jungle Brothers. Las grabaciones de ellos coexistieron en esta época con, y fueron tan comercialmente viables como, las de los primeros artistas del gangsta rap como N.W.A, el rap sexual de 2 Live Crew, y la música festiva de Kid 'n Play y DJ Jazzy Jeff & The Fresh Prince.

## Período temporal
Allmusic escribe, sobre el momento temporal que comprendió este período, "la edad de oro del hip hop está comprendida entre el éxito comercial de Run-D.M.C. en 1986 y la explosión del gangsta rap con el álbum de 1992 The Chronic de Dr. Dre". Sin embargo, el período de tiempo específico de la edad de oro varía según las fuentes. Algunos la sitúan simplemente en los años 1980 y 1990, como Rolling Stone, mientras que MSNBC establece que "la edad de oro del hip hop: los ’80s y ’90s”.
Es frecuente que se sitúe comprendiendo el final de los años 1980 y todos los años 1990. New York Times la describe así. En el libro Contemporary Youth Culture, la edad de oro es descrita como comprendiendo "desde 1987–1999", llegando tras "la old school era: desde 1979 a 1985". Ed Simmons de The Chemical Brothers dice que "existió aquella edad de oro del hip hop en los primeros años 1990 cuando Jungle Brothers publicaron Straight Out the Jungle y De La Soul hizo 3 Feet High and Rising” (aunque en realidad estos discos de publicaron en 1988 y 1989 respectivamente).

## Artistas significativos
De acuerdo con diferentes fuentes, como Rolling Stone, The Village Voice, Pittsburgh Post-Gazette, Allmusic, The Age, MSNBC y el autor William Jelani Cobb, los grupos siguientes fueron clave en la edad de oro del hip hop:
- 2 Live Crew
- 2Pac (Tupac Shakur)
- A Tribe Called Quest
- Audio Two
- Beastie Boys
- Big Daddy Kane
- Biz Markie
- Black Sheep
- Bone Thugs-N-Harmony
- Boogie Down Productions
- Brand Nubian
- Cypress Hill
- Das EFX
- De La Soul
- The D.O.C.
- Doug E. Fresh
- Dr. Dre
- DJ Jazzy Jeff & The Fresh Prince
- DJ Quik
- Eazy-E
- EPMD
- Eric B. & Rakim
- Gang Starr
- Geto Boys
- Heavy D & The Boyz
- House of Pain
- Ice Cube
- Ice T
- Jay-Z
- Jamal
- Jungle Brothers
- Kid N Play
- Kool G Rap
- Kool Moe Dee
- KRS-One
- LL Cool J
- Main Source
- MC Lyte
- MC Shan
- Missy Elliott
- Mobb Deep
- Nas
- Naughty by Nature
- Nice & Smooth
- N.W.A.
- Onyx
- Pete Rock & CL Smooth
- Public Enemy
- Queen Latifah
- Rob Base & DJ E-Z Rock
- Roxanne Shante
- Run-D.M.C.
- Salt-N-Pepa
- Schoolly D
- Slick Rick
- Snoop Dogg
- Special Ed
- Stetsasonic
- The Notorious B.I.G.
- Three Times Dope
- Too $hort
- Tuff Crew
- Ultramagnetic MCs
- Wu-Tang Clan